# 大势至菩萨

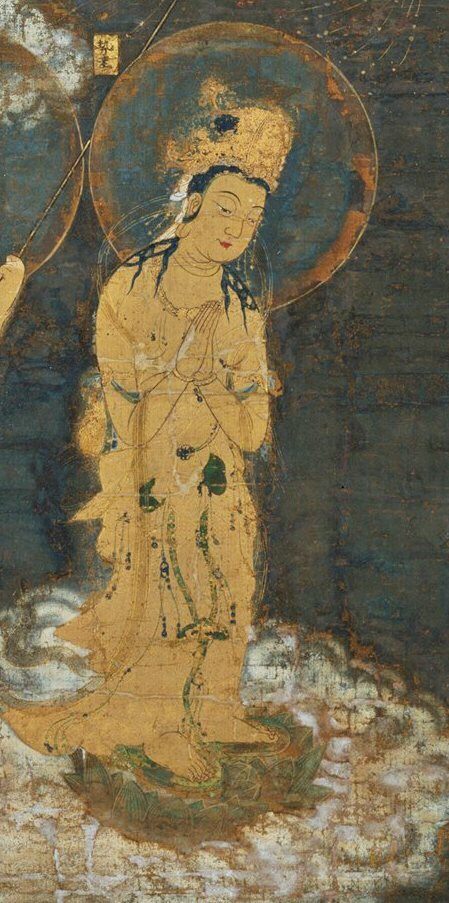
大勢至菩薩接引像，呈双手合掌手势。

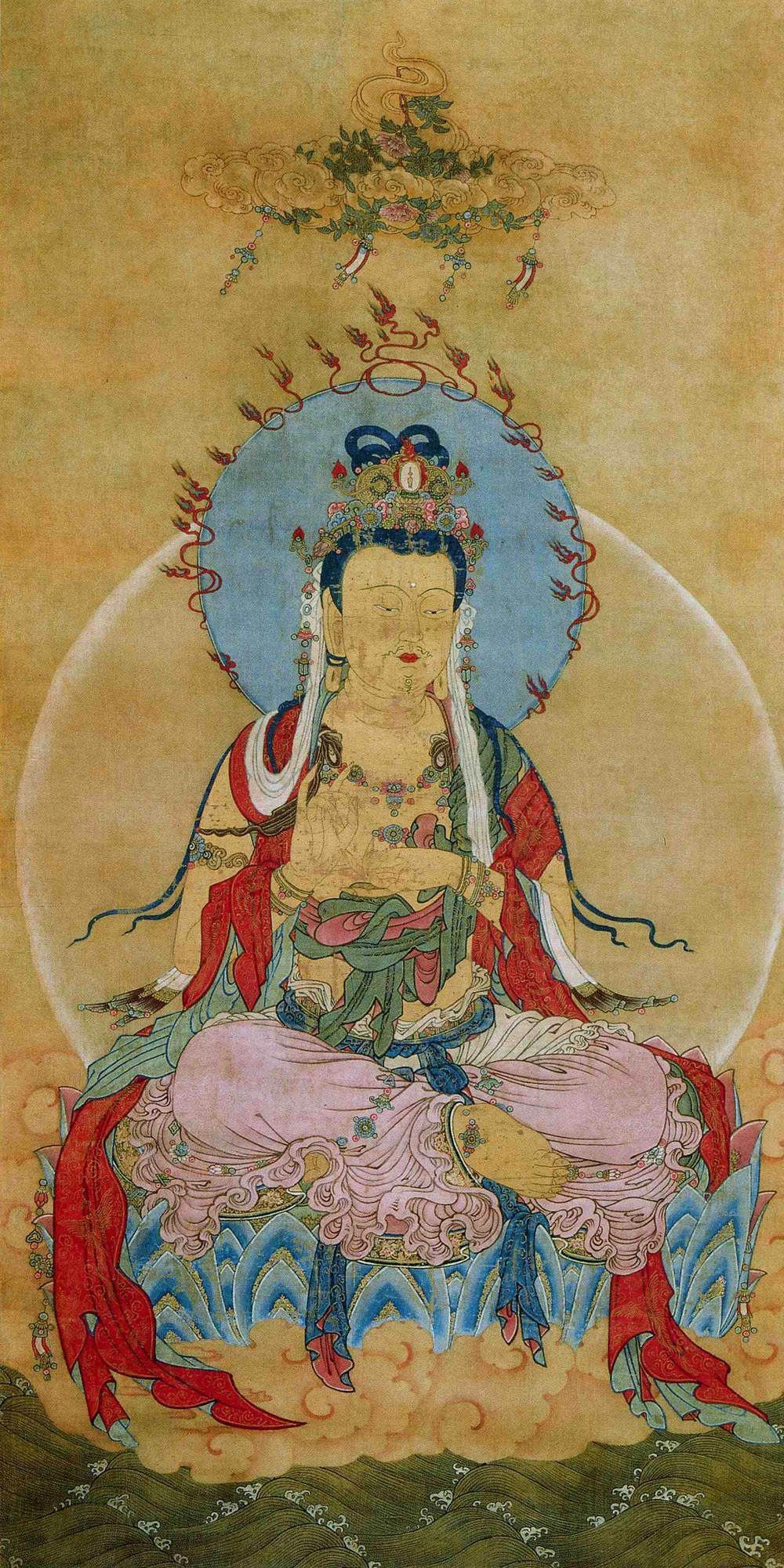
西夏亦集乃路13世纪绢画，现藏于俄罗斯冬宫博物馆。

大势至菩萨（Mahāsthāmaprāpta），又譯為得大势菩萨，簡稱势至菩萨。大势至菩萨是西方極樂世界阿弥陀佛的右胁侍者，接引众生往生净土。为八大菩萨之一，因以念佛修行證果，被淨土宗奉為法界初祖，是與观世音菩萨、文殊菩萨、普贤菩萨、地藏菩萨齊名的大菩萨。《觀无量寿佛经》記載：“以智慧光普照一切，令离三涂，得无上力，是故号此菩萨名大势至。举身光明照十方国，作紫金色，有缘众生皆悉得见。但见此菩萨一毛孔光，即见十方无量诸佛净妙光明，是故号此菩萨名无边光”。大勢至菩薩造像多樣，有持貝葉經、持如意者，最多者是手持蓮花，頭戴天冠，肉髻上有一寶瓶。
漢傳佛教中，势至菩萨圣诞是农历七月十三。

## 源流
据《悲华经》卷三称，久遠過去之「删提岚世界」的无诤念王有一千个儿子，长子叫不眴，第二個兒子叫尼摩。无诤念王成佛为阿弥陀佛，不眴太子成为观世音菩萨。而尼摩则成了大势至菩萨。阿弥陀佛其左右胁侍就是观世音菩萨和大势至菩萨，三位合称“西方三圣”。其形象据《观无量寿经》記载，身放紫金色光，法相与装饰皆同于观音菩萨。二者的主要区别是：大势至菩萨头上的宝冠有寶瓶为标志，而观音菩萨头上的宝冠则以一化佛（阿彌陀佛）为标志。
按藏傳佛教的一般說法，大势至菩萨以神通力聞名，號稱「大勇」，現憤怒相時為金剛手菩薩，跟代表大悲的觀世音菩薩和代表大智慧的文殊菩薩一起，為密教最受尊崇的三大菩薩之一。另一說認為金剛手菩薩為普賢菩薩之化身。

## 道场

### 江苏狼山

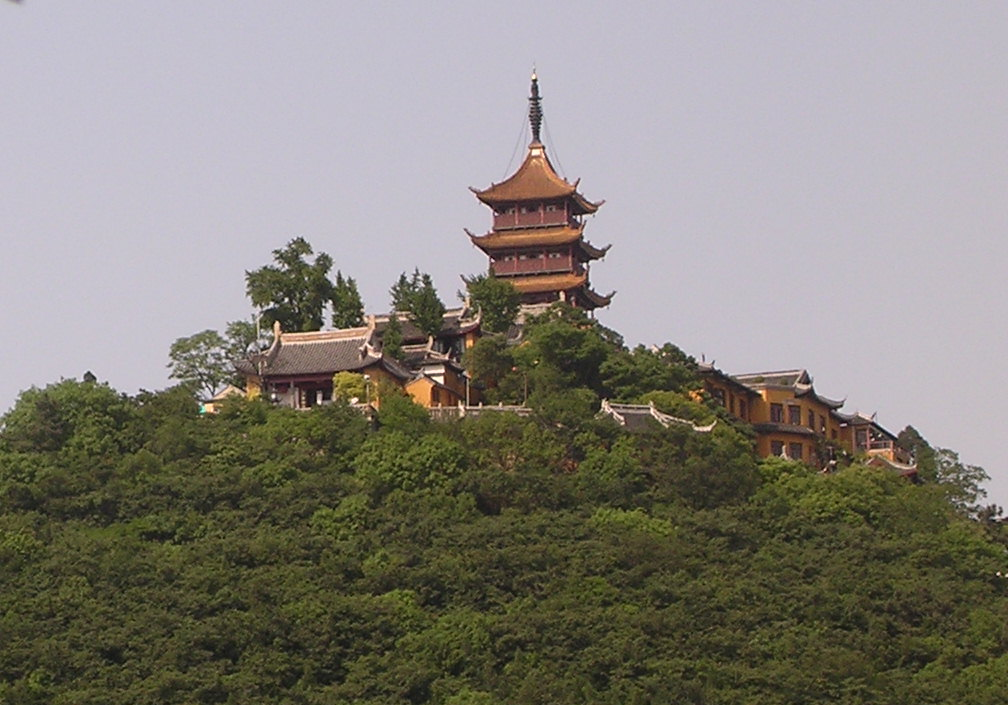
狼山广教寺

狼山的广教寺始建于唐总章二年(669年)，是一座有1300多年历史的古刹。据《通州志》记载：“唐总章二年，山上即建大雄宝殿、殿阁、方丈室”，当时“山在巨浸中，设舟以济，号『慈航院』，后改『广教寺』。”
廣教寺开山祖师是僧伽大圣禪師，僧伽大圣是西域人，是唐朝的帝師，相傳是十一面觀音化身。傳說此山為白狼精占據，故稱狼山，僧伽與白狼精鬥法，以一襲袈裟遮遍全山，降伏白狼，白狼只得讓出此山，雖說僧伽是觀音化身，但來此山是為大勢至菩薩建道場，即今日的廣教寺，香火鼎盛，稱為「大勢至菩薩第一道場」。於是今日广教寺中“一寺两主奉”，既是“西方三圣”之一“大势至菩萨”的道场，也是“僧伽大圣”的道场。狼山最高峰的支云塔，塔前有圆通宝殿，供的是大势至菩萨；塔后则有大圣殿，供奉的是僧伽大圣菩萨。1983年，广教寺被国务院确定为汉族地区佛教全国重点寺院。
宋朝太平兴国年间（976-983年），智幻法师住持广教寺，他弘法创业，修建寺庙，主持建造了大圣殿、支云塔，并塑僧伽像进行供奉，此后江淮一带许多寺庙供奉僧伽像。智幻法师圆寂时，留下一首偈言：“当初不肯住长安，现像西归泗水间，今日又还思展化，东来海上镇狼山。”后人称他为僧伽化身。为纪念智幻法师，明嘉靖年间在寺内建幻公塔，至今保存。

## 陀罗尼
根据《观无量寿经》记载：大势至菩萨“以智慧光普照一切，令离三涂，得无上力。此菩萨行时，十方世界一切震动”。
- 大势至菩萨真言：唵 散髯髯 娑婆诃 / Om sam jam jam (sah) svaha
- 大势至菩萨心咒：
  - 藏传：嗡 巴扎 嘿 嗡 巴扎 詹扎 摩诃噜卡呐吽嘿
  - 藏音：HUM VAJRA PHAT OM VAJRA CHANDA MAHA RO KHA NA HUM PHAT
  - 梵语拟音：Om vajra He Om Vajra Canda Mahā Rusana Hūm He

## 经典记载
- 《楞严经·大势至菩萨念佛圆通章》记载了大势至菩萨的言教。念佛修净土之教，《楞严经》请法片段中，25位菩萨阐述了自己修行的主要方法，其中大势至说的是专修念佛法门、求生净土之法，开了念佛的先河。因此夏莲居居士首先在《净修捷要》书中尊大势至菩萨为净宗初祖，提倡念佛法门。唐天竺沙門般剌密諦譯《大佛頂首楞嚴經·大勢至菩薩念佛圓通章》中记载：

大勢至法王子，與其同倫五十二菩薩，即從座起。頂禮佛足。而白佛言：我憶往昔恆河沙劫，有佛出世，名無量光。十二如來，相繼一劫。其最後佛，名超日月光。彼佛教我，念佛三昧。譬如有人，一專為憶，一人專忘。如是二人，若逢不逢，或見非見。二人相憶，二憶念深。如是乃至從生至生，同於形影，不相乖異。十方如來，憐念眾生，如母憶子。若子逃逝，雖憶何為。子若憶母，如母憶時，母子歷生，不相違遠。若眾生心，憶佛念佛，現前當來，必定見佛，去佛不遠。不假方便，自得心開。如染香人，身有香氣，此則名曰香光莊嚴。我本因地，以念佛心，入無生忍。今於此界，攝念佛人，歸於淨土。佛問圓通，我無選擇。都攝六根，淨念相繼，得三摩地，斯為第一。
- 《大佛顶首楞严经》大势至菩萨念佛圆通章里记载，大势至菩萨是修念佛法门而成就的。祂现在在无边世界摄受引导一切念佛众生往生西方。
- 《悲华经》中说过去有位轮转王，他的大太子是观世音菩萨，二太子是大势至菩萨，三太子是文殊菩萨，四太子是普贤菩萨。后来，转轮圣王修行成佛，即西方极乐世界阿弥陀佛，观世音和大势至成为父亲的左右胁侍，父子成为“西方三圣”。

## 形象

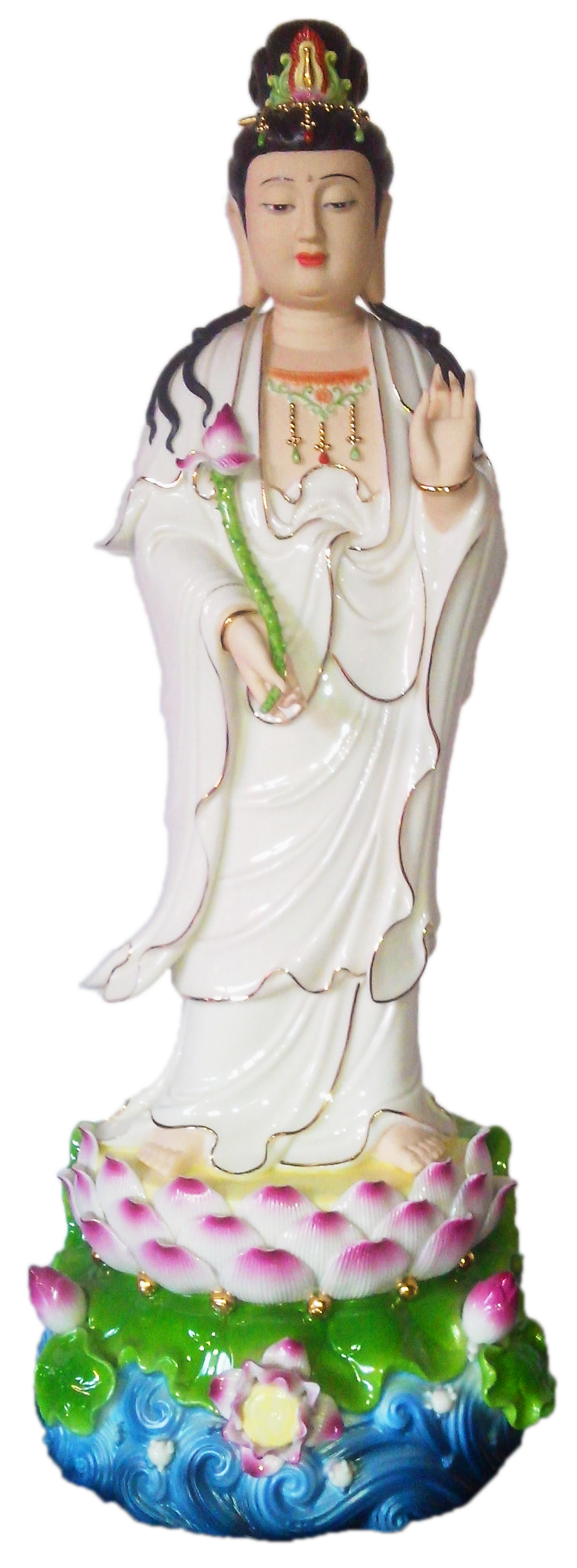
大勢至菩薩的常见形象

一般大势至菩萨的形象，是和观世音菩萨侍立在阿弥陀佛左右，造像和观世音菩萨较为相似，通常现天人像。稍有不同的是，大势至菩萨一般手持莲花，有时手持貝葉經或如意。据《觀無量壽經》：“於肉髻上有一寶瓶，盛諸光明，普現佛事”。
净土经中言，大势至菩萨位於极乐净土的本尊，身量大小与观世音菩萨相等，全身呈紫金色光。
密教认为，大势至菩萨在胎藏界曼茶罗中位于观音院内列上方第二位，这在密教造像和绘画中有体现。